# 이정현 (1987년)
이정현(李政玹, 1987년 3월 3일 ~ )은 한국프로농구 서울 삼성 썬더스 소속의 농구 선수이며,포지션은 슈팅 가드이다.

## 안양 KGC인삼공사시절
2010년 안양 KGC의 전신인 안양 KT&G 카이트에 입단하였다. 2012-13시즌이 끝난후 상무 농구단에 입대하여, 2015년 1월 30일에 전역하였다. 2017 챔피언 결정전에서 경기가 종료되기 직전 역전골을 넣어서 팀 2번째 우승으로 이끌었다.

## 전주 KCC 이지스시절
2017년 시즌이 끝나고 FA 자격으로 전주 KCC 이지스로 역대 최고 연봉으로 이적하였다.

## 학력
- 2000년 동림초등학교 졸업
- 2003년 광주중앙중학교 졸업
- 2006년 광주고등학교 졸업
- 2010년 연세대학교 졸업